# Gran Premio di superbike di Most 2022
Il Gran Premio di superbike di Most 2022 è stato la sesta prova del mondiale superbike del 2022. Nello stesso fine settimana si sono corsi anche la sesta prova del campionato mondiale Supersport e la quinta prova campionato mondiale Supersport 300.
I risultati delle gare hanno visto vincere, per quel che concerne il mondiale Superbike: Álvaro Bautista in gara 1 e Toprak Razgatlıoğlu in gara Superpole e in gara 2.
Le gare del mondiale Supersport sono state vinte entrambe da Lorenzo Baldassarri, mentre le gare del mondiale Supersport 300 sono andate a Marc García in gara 1 e Victor Steeman in gara 2.

## Superbike gara 1
Con la vittoria ottenuta da Álvaro Bautista in questa gara, la Ducati ottiene il suo millesimo posizionamento a podio come costruttore nella storia del campionato mondiale Superbike.

### Arrivati al traguardo
| Pos. | Nº | Pilota                | Squadra                   | Motocicletta        | Giri | Tempo     | Griglia | Punti |
| ---- | -- | --------------------- | ------------------------- | ------------------- | ---- | --------- | ------- | ----- |
| 1º   | 19 | Álvaro Bautista       | Aruba.it Racing - Ducati  | Ducati Panigale V4R | 22   | 34'00.965 | 4º      | 25    |
| 2º   | 1  | Toprak Razgatlıoğlu   | Pata Yamaha with Brixx    | Yamaha YZF R1       | 22   | +2.109    | 2º      | 20    |
| 3º   | 45 | Scott Redding         | BMW Motorrad              | BMW M1000RR         | 22   | +2.603    | 7º      | 16    |
| 4º   | 65 | Jonathan Rea          | Kawasaki Racing           | Kawasaki ZX-10RR    | 22   | +2.718    | 1º      | 13    |
| 5º   | 47 | Axel Bassani          | Motocorsa Racing          | Ducati Panigale V4R | 22   | +7.951    | 9º      | 11    |
| 6º   | 55 | Andrea Locatelli      | Pata Yamaha with Brixx    | Yamaha YZF R1       | 22   | +9.105    | 8º      | 10    |
| 7º   | 21 | Michael Ruben Rinaldi | Aruba.it Racing - Ducati  | Ducati Panigale V4R | 22   | +12.181   | 3º      | 9     |
| 8º   | 7  | Iker Lecuona          | Team HRC                  | Honda CBR1000 RR-R  | 22   | +12.435   | 12º     | 8     |
| 9º   | 22 | Alex Lowes            | Kawasaki Racing           | Kawasaki ZX-10RR    | 22   | +13.028   | 5º      | 7     |
| 10º  | 31 | Garrett Gerloff       | GYTR GRT Yamaha           | Yamaha YZF R1       | 22   | +13.119   | 6º      | 6     |
| 11º  | 76 | Loris Baz             | Bonovo Action BMW         | BMW M1000RR         | 22   | +17.379   | 11º     | 5     |
| 12º  | 44 | Lucas Mahias          | Kawasaki Puccetti Racing  | Kawasaki ZX-10RR    | 22   | +26.631   | 10º     | 4     |
| 13º  | 5  | Philipp Öttl          | Team Goeleven             | Ducati Panigale V4R | 22   | +27.364   | 16º     | 3     |
| 14º  | 29 | Luca Bernardi         | Barni Spark Racing        | Ducati Panigale V4R | 22   | +31.278   | 14º     | 2     |
| 15º  | 97 | Xavi Vierge           | Team HRC                  | Honda CBR1000 RR-R  | 22   | +37.260   | 13º     | 1     |
| 16º  | 52 | Oliver König          | Orelac Racing Verdnatura  | Kawasaki ZX-10RR    | 22   | +50.854   | 19º     |       |
| 17º  | 36 | Leandro Mercado       | MIE Racing Honda          | Honda CBR1000 RR-R  | 22   | +51.431   | 23º     |       |
| 18º  | 3  | Kōta Nozane           | GYTR GRT Yamaha           | Yamaha YZF R1       | 22   | +53.058   | 15º     |       |
| 19º  | 50 | Eugene Laverty        | Bonovo Action BMW         | BMW M1000RR         | 22   | +58.942   | 20º     |       |
| 20º  | 23 | Christophe Ponsson    | Gil Motor Sport-Yamaha    | Yamaha YZF R1       | 22   | +1'03.366 | 18º     |       |
| 21º  | 2  | Roberto Tamburini     | Yamaha Motoxracing        | Yamaha YZF R1       | 22   | +1'03.407 | 17º     |       |
| 22º  | 10 | Peter Hickman         | BMW Motorrad              | BMW M1000RR         | 22   | +1'05.450 | 21º     |       |
| 23º  | 77 | Ryan Vickers          | TPR Team Pedercini Racing | Kawasaki ZX-10RR    | 22   | +1'06.797 | 24º     |       |

### Ritirati
| Nº | Pilota         | Squadra                  | Motocicletta       | Giri | Griglia |
| -- | -------------- | ------------------------ | ------------------ | ---- | ------- |
| 35 | Hafizh Syahrin | MIE Racing Honda         | Honda CBR1000 RR-R | 20   | 22º     |
| 6  | Michal Prasek  | Rohac & Fejta Motoracing | BMW M1000RR        | 16   | 25º     |

## Superbike gara Superpole

### Arrivati al traguardo
| Pos. | Nº | Pilota                | Squadra                  | Motocicletta        | Giri | Tempo     | Griglia | Punti |
| ---- | -- | --------------------- | ------------------------ | ------------------- | ---- | --------- | ------- | ----- |
| 1º   | 1  | Toprak Razgatlıoğlu   | Pata Yamaha with Brixx   | Yamaha YZF R1       | 10   | 15'21.996 | 2º      | 12    |
| 2º   | 65 | Jonathan Rea          | Kawasaki Racing          | Kawasaki ZX-10RR    | 10   | +2.327    | 1º      | 9     |
| 3º   | 19 | Álvaro Bautista       | Aruba.it Racing - Ducati | Ducati Panigale V4R | 10   | +3.406    | 4º      | 7     |
| 4º   | 21 | Michael Ruben Rinaldi | Aruba.it Racing - Ducati | Ducati Panigale V4R | 10   | +4.679    | 3º      | 6     |
| 5º   | 47 | Axel Bassani          | Motocorsa Racing         | Ducati Panigale V4R | 10   | +7.127    | 9º      | 5     |
| 6º   | 55 | Andrea Locatelli      | Pata Yamaha with Brixx   | Yamaha YZF R1       | 10   | +8.328    | 8º      | 4     |
| 7º   | 7  | Iker Lecuona          | Team HRC                 | Honda CBR1000 RR-R  | 10   | +8.479    | 12º     | 3     |
| 8º   | 45 | Scott Redding         | BMW Motorrad             | BMW M1000RR         | 10   | +10.308   | 7º      | 2     |
| 9º   | 31 | Garrett Gerloff       | GYTR GRT Yamaha          | Yamaha YZF R1       | 10   | +10.506   | 6º      | 1     |
| 10º  | 97 | Xavi Vierge           | Team HRC                 | Honda CBR1000 RR-R  | 10   | +14.540   | 13º     |       |
| 11º  | 76 | Loris Baz             | Bonovo Action BMW        | BMW M1000RR         | 10   | +14.634   | 11º     |       |
| 12º  | 44 | Lucas Mahias          | Kawasaki Puccetti Racing | Kawasaki ZX-10RR    | 10   | +14.760   | 10º     |       |
| 13º  | 5  | Philipp Öttl          | Team Goeleven            | Ducati Panigale V4R | 10   | +15.271   | 16º     |       |
| 14º  | 29 | Luca Bernardi         | Barni Spark Racing       | Ducati Panigale V4R | 10   | +18.008   | 14º     |       |
| 15º  | 35 | Hafizh Syahrin        | MIE Racing Honda         | Honda CBR1000 RR-R  | 10   | +24.394   | 22º     |       |
| 16º  | 3  | Kōta Nozane           | GYTR GRT Yamaha          | Yamaha YZF R1       | 10   | +24.574   | 15º     |       |
| 17º  | 36 | Leandro Mercado       | MIE Racing Honda         | Honda CBR1000 RR-R  | 10   | +24.891   | 23º     |       |
| 18º  | 50 | Eugene Laverty        | Bonovo Action BMW        | BMW M1000RR         | 10   | +26.956   | 20º     |       |
| 19º  | 10 | Peter Hickman         | BMW Motorrad             | BMW M1000RR         | 10   | +28.649   | 21º     |       |
| 20º  | 2  | Roberto Tamburini     | Yamaha Motoxracing       | Yamaha YZF R1       | 10   | +35.860   | 17º     |       |
| 21º  | 6  | Michal Prasek         | Rohac & Fejta Motoracing | BMW M1000RR         | 10   | +57.426   | 25º     |       |

### Ritirati
| Nº | Pilota             | Squadra                   | Motocicletta     | Giri | Griglia |
| -- | ------------------ | ------------------------- | ---------------- | ---- | ------- |
| 52 | Oliver König       | Orelac Racing Verdnatura  | Kawasaki ZX-10RR | 8    | 19º     |
| 23 | Christophe Ponsson | Gil Motor Sport-Yamaha    | Yamaha YZF R1    | 5    | 18º     |
| 22 | Alex Lowes         | Kawasaki Racing           | Kawasaki ZX-10RR | 3    | 5º      |
| 77 | Ryan Vickers       | TPR Team Pedercini Racing | Kawasaki ZX-10RR | 2    | 24º     |

## Superbike gara 2

### Arrivati al traguardo
| Pos. | Nº | Pilota              | Squadra                   | Motocicletta        | Giri | Tempo     | Griglia | Punti |
| ---- | -- | ------------------- | ------------------------- | ------------------- | ---- | --------- | ------- | ----- |
| 1º   | 1  | Toprak Razgatlıoğlu | Pata Yamaha with Brixx    | Yamaha YZF R1       | 22   | 33'55.494 | 1º      | 25    |
| 2º   | 19 | Álvaro Bautista     | Aruba.it Racing - Ducati  | Ducati Panigale V4R | 22   | +0.756    | 3º      | 20    |
| 3º   | 65 | Jonathan Rea        | Kawasaki Racing           | Kawasaki ZX-10RR    | 22   | +2.833    | 2º      | 16    |
| 4º   | 45 | Scott Redding       | BMW Motorrad              | BMW M1000RR         | 22   | +9.693    | 8º      | 13    |
| 5º   | 47 | Axel Bassani        | Motocorsa Racing          | Ducati Panigale V4R | 22   | +11.970   | 5º      | 11    |
| 6º   | 55 | Andrea Locatelli    | Pata Yamaha with Brixx    | Yamaha YZF R1       | 22   | +17.644   | 6º      | 10    |
| 7º   | 97 | Xavi Vierge         | Team HRC                  | Honda CBR1000 RR-R  | 22   | +23.418   | 12º     | 9     |
| 8º   | 5  | Philipp Öttl        | Team Goeleven             | Ducati Panigale V4R | 22   | +26.436   | 15º     | 8     |
| 9º   | 44 | Lucas Mahias        | Kawasaki Puccetti Racing  | Kawasaki ZX-10RR    | 22   | +27.914   | 10º     | 7     |
| 10º  | 29 | Luca Bernardi       | Barni Spark Racing        | Ducati Panigale V4R | 22   | +30.857   | 13º     | 6     |
| 11º  | 2  | Roberto Tamburini   | Yamaha Motoxracing        | Yamaha YZF R1       | 22   | +42.047   | 16º     | 5     |
| 12º  | 35 | Hafizh Syahrin      | MIE Racing Honda          | Honda CBR1000 RR-R  | 22   | +45.735   | 20º     | 4     |
| 13º  | 3  | Kōta Nozane         | GYTR GRT Yamaha           | Yamaha YZF R1       | 22   | +46.989   | 14º     | 3     |
| 14º  | 10 | Peter Hickman       | BMW Motorrad              | BMW M1000RR         | 22   | +47.065   | 19º     | 2     |
| 15º  | 36 | Leandro Mercado     | MIE Racing Honda          | Honda CBR1000 RR-R  | 22   | +59.050   | 21º     | 1     |
| 16º  | 52 | Oliver König        | Orelac Racing Verdnatura  | Kawasaki ZX-10RR    | 22   | +1'01.271 | 18º     |       |
| 17º  | 77 | Ryan Vickers        | TPR Team Pedercini Racing | Kawasaki ZX-10RR    | 22   | +1'13.958 | 22º     |       |
| 18º  | 31 | Garrett Gerloff     | GYTR GRT Yamaha           | Yamaha YZF R1       | 22   | +1'17.001 | 9º      |       |

### Ritirati
| Nº | Pilota                | Squadra                  | Motocicletta        | Giri | Griglia |
| -- | --------------------- | ------------------------ | ------------------- | ---- | ------- |
| 7  | Iker Lecuona          | Team HRC                 | Honda CBR1000 RR-R  | 20   | 7º      |
| 23 | Christophe Ponsson    | Gil Motor Sport-Yamaha   | Yamaha YZF R1       | 18   | 17º     |
| 76 | Loris Baz             | Bonovo Action BMW        | BMW M1000RR         | 4    | 11º     |
| 21 | Michael Ruben Rinaldi | Aruba.it Racing - Ducati | Ducati Panigale V4R | 3    | 4º      |

### Non partito
| Nº | Pilota        | Squadra                  | Motocicletta | Griglia |
| -- | ------------- | ------------------------ | ------------ | ------- |
| 6  | Michal Prasek | Rohac & Fejta Motoracing | BMW M1000RR  | 23º     |

## Supersport gara 1
In occasione di questa gara, il mondiale Supersport giunge alla 300ª gara nella storia del campionato. Nel conteggio vengono riportate solo le gare a partire dalla stagione 1999, in quanto nelle 21 gare corse nel 1997 e 1998 il campionato non era ancora riconosciuto ufficialmente dalla Federazione Internazionale di Motociclismo.

### Arrivati al traguardo
| Pos. | Nº | Pilota               | Squadra                    | Motocicletta             | Giri | Tempo     | Griglia | Punti |
| ---- | -- | -------------------- | -------------------------- | ------------------------ | ---- | --------- | ------- | ----- |
| 1º   | 7  | Lorenzo Baldassarri  | Evan Bros. Yamaha          | Yamaha YZF R6            | 19   | 30'23.358 | 1º      | 25    |
| 2º   | 62 | Stefano Manzi        | Dynavolt Triumph           | Triumph Street Triple RS | 19   | +6.240    | 21º     | 20    |
| 3º   | 44 | Steven Odendaal      | Kallio Racing              | Yamaha YZF R6            | 19   | +6.288    | 18º     | 16    |
| 4º   | 53 | Valentin Debise      | GMT94 Yamaha               | Yamaha YZF R6            | 19   | +6.307    | 10º     | 13    |
| 5º   | 28 | Glenn van Straalen   | EAB Racing                 | Yamaha YZF R6            | 19   | +7.109    | 6º      | 11    |
| 6º   | 66 | Niki Tuuli           | MV Agusta Reparto Corse    | MV Agusta F3 800 RR      | 19   | +7.126    | 17º     | 10    |
| 7º   | 54 | Bahattin Sofuoğlu    | MV Agusta Reparto Corse    | MV Agusta F3 800 RR      | 19   | +8.606    | 13º     | 9     |
| 8º   | 99 | Adrián Huertas       | MTM Kawasaki               | Kawasaki ZX-6R           | 19   | +8.699    | 8º      | 8     |
| 9º   | 11 | Nicolò Bulega        | Aruba.it Racing            | Ducati Panigale V2       | 19   | +13.451   | 3º      | 7     |
| 10º  | 23 | Isaac Viñales        | D34G Racing                | Ducati Panigale V2       | 19   | +13.891   | 14º     | 6     |
| 11º  | 50 | Ondřej Vostatek      | MS Racing Yamaha           | Yamaha YZF R6            | 19   | +13.983   | 11º     | 5     |
| 12º  | 52 | Patrick Hobelsberger | Kallio Racing              | Yamaha YZF R6            | 19   | +19.868   | 27º     | 4     |
| 13º  | 32 | Oliver Bayliss       | Barni Spark Racing         | Ducati Panigale V2       | 19   | +20.999   | 23º     | 3     |
| 14º  | 56 | Péter Sebestyén      | Evan Bros. Yamaha          | Yamaha YZF R6            | 19   | +21.676   | 15º     | 2     |
| 15º  | 69 | Tom Booth-Amos       | Prodina Racing             | Kawasaki ZX-6R           | 19   | +21.938   | 20º     | 1     |
| 16º  | 24 | Leonardo Taccini     | Ten Kate Racing Yamaha     | Yamaha YZF R6            | 19   | +22.088   | 25º     |       |
| 17º  | 73 | Maximilian Kofler    | CM Racing                  | Ducati Panigale V2       | 19   | +22.095   | 22º     |       |
| 18º  | 10 | Unai Orradre         | MS Racing Yamaha           | Yamaha YZF R6            | 19   | +28.264   | 19º     |       |
| 19º  | 38 | Hannes Soomer        | Dynavolt Triumph           | Triumph Street Triple RS | 19   | +29.522   | 16º     |       |
| 20º  | 25 | Marcel Brenner       | VFT Racing                 | Yamaha YZF R6            | 19   | +31.735   | 29º     |       |
| 21º  | 61 | Can Öncü             | Kawasaki Puccetti Racing   | Kawasaki ZX-6R           | 19   | +37.810   | 12º     |       |
| 22º  | 17 | Kyle Smith           | VFT Racing                 | Yamaha YZF R6            | 19   | +40.790   | 24º     |       |
| 23º  | 22 | Federico Fuligni     | D34G Racing                | Ducati Panigale V2       | 19   | +43.648   | 26º     |       |
| 24º  | 21 | Benjamin Currie      | Motozoo Racing by Puccetti | Kawasaki ZX-6R           | 19   | +44.067   | 30º     |       |
| 25º  | 6  | Jeffrey Buis         | Motozoo Racing by Puccetti | Kawasaki ZX-6R           | 19   | +1'00.547 | 28º     |       |
| 26º  | 89 | Patrik Homola        | Motoriders                 | Yamaha YZF R6            | 19   | +1'39.868 | 31º     |       |

### Ritirati
| Nº | Pilota              | Squadra                  | Motocicletta       | Giri | Griglia |
| -- | ------------------- | ------------------------ | ------------------ | ---- | ------- |
| 55 | Yari Montella       | Kawasaki Puccetti Racing | Kawasaki ZX-6R     | 1    | 7º      |
| 3  | Raffaele De Rosa    | Orelac Racing Verdnatura | Ducati Panigale V2 | 1    | 9º      |
| 64 | Federico Caricasulo | Althea Racing            | Ducati Panigale V2 | 0    | 2º      |
| 77 | Dominique Aegerter  | Ten Kate Racing Yamaha   | Yamaha YZF R6      | 0    | 4º      |
| 94 | Andy Verdoïa        | GMT94 Yamaha             | Yamaha YZF R6      | 0    | 5º      |

## Supersport gara 2
Aegerter viene squalificato da questa gara per comportamento antisportivo in quanto, caduto in gara 1 (svoltasi il giorno precedente), ha simulato una possibile commozione cerebrale in modo che la gara venisse fermata con l’esposizione della bandiera rossa. Lo stesso pilota svizzero ha ammesso la scorrettezza.

### Arrivati al traguardo
| Pos. | Nº | Pilota              | Squadra                    | Motocicletta             | Giri | Tempo     | Griglia | Punti |
| ---- | -- | ------------------- | -------------------------- | ------------------------ | ---- | --------- | ------- | ----- |
| 1º   | 7  | Lorenzo Baldassarri | Evan Bros. Yamaha          | Yamaha YZF R6            | 15   | 24'26.216 | 1º      | 25    |
| 2º   | 11 | Nicolò Bulega       | Aruba.it Racing            | Ducati Panigale V2       | 15   | +0.213    | 3º      | 20    |
| 3º   | 62 | Stefano Manzi       | Dynavolt Triumph           | Triumph Street Triple RS | 15   | +3.922    | 20º     | 16    |
| 4º   | 61 | Can Öncü            | Kawasaki Puccetti Racing   | Kawasaki ZX-6R           | 15   | +4.354    | 11º     | 13    |
| 5º   | 54 | Bahattin Sofuoğlu   | MV Agusta Reparto Corse    | MV Agusta F3 800 RR      | 15   | +5.245    | 12º     | 11    |
| 6º   | 64 | Federico Caricasulo | Althea Racing              | Ducati Panigale V2       | 15   | +6.254    | 2º      | 10    |
| 7º   | 99 | Adrián Huertas      | MTM Kawasaki               | Kawasaki ZX-6R           | 15   | +7.582    | 7º      | 9     |
| 8º   | 53 | Valentin Debise     | GMT94 Yamaha               | Yamaha YZF R6            | 15   | +8.167    | 9º      | 8     |
| 9º   | 38 | Hannes Soomer       | Dynavolt Triumph           | Triumph Street Triple RS | 15   | +15.813   | 15º     | 7     |
| 10º  | 66 | Niki Tuuli          | MV Agusta Reparto Corse    | MV Agusta F3 800 RR      | 15   | +16.747   | 16º     | 6     |
| 11º  | 56 | Péter Sebestyén     | Evan Bros. Yamaha          | Yamaha YZF R6            | 15   | +17.244   | 14º     | 5     |
| 12º  | 94 | Andy Verdoïa        | GMT94 Yamaha               | Yamaha YZF R6            | 15   | +17.950   | 4º      | 4     |
| 13º  | 24 | Leonardo Taccini    | Ten Kate Racing Yamaha     | Yamaha YZF R6            | 15   |           | 24º     | 3     |
| 14º  | 25 | Marcel Brenner      | VFT Racing                 | Yamaha YZF R6            | 15   |           | 28º     | 2     |
| 15º  | 28 | Glenn van Straalen  | EAB Racing                 | Yamaha YZF R6            | 15   |           | 5º      | 1     |
| 16º  | 50 | Ondřej Vostatek     | MS Racing Yamaha           | Yamaha YZF R6            | 15   |           | 10º     |       |
| 17º  | 69 | Tom Booth-Amos      | Prodina Racing             | Kawasaki ZX-6R           | 15   |           | 19º     |       |
| 18º  | 22 | Federico Fuligni    | D34G Racing                | Ducati Panigale V2       | 15   |           | 25º     |       |
| 19º  | 21 | Benjamin Currie     | Motozoo Racing by Puccetti | Kawasaki ZX-6R           | 15   |           | 29º     |       |
| 20º  | 3  | Raffaele De Rosa    | Orelac Racing Verdnatura   | Ducati Panigale V2       | 14   | +1 giro   | 8º      |       |
| 21º  | 6  | Jeffrey Buis        | Motozoo Racing by Puccetti | Kawasaki ZX-6R           | 14   | +1 giro   | 27º     |       |
| 22º  | 89 | Patrik Homola       | Motoriders                 | Yamaha YZF R6            | 14   | +1 giro   | 30º     |       |

### Ritirati
| Nº | Pilota               | Squadra                  | Motocicletta       | Giri | Griglia |
| -- | -------------------- | ------------------------ | ------------------ | ---- | ------- |
| 44 | Steven Odendaal      | Kallio Racing            | Yamaha YZF R6      | 14   | 17º     |
| 17 | Kyle Smith           | VFT Racing               | Yamaha YZF R6      | 8    | 23º     |
| 55 | Yari Montella        | Kawasaki Puccetti Racing | Kawasaki ZX-6R     | 7    | 6º      |
| 73 | Maximilian Kofler    | CM Racing                | Ducati Panigale V2 | 7    | 21º     |
| 52 | Patrick Hobelsberger | Kallio Racing            | Yamaha YZF R6      | 7    | 26º     |
| 32 | Oliver Bayliss       | Barni Spark Racing       | Ducati Panigale V2 | 5    | 22º     |
| 10 | Unai Orradre         | MS Racing Yamaha         | Yamaha YZF R6      | 2    | 18º     |
| 23 | Isaac Viñales        | D34G Racing              | Ducati Panigale V2 | 1    | 13º     |

## Supersport 300 gara 1

### Arrivati al traguardo
| Pos. | Nº | Pilota              | Squadra                                | Motocicletta       | Giri | Tempo     | Griglia | Punti |
| ---- | -- | ------------------- | -------------------------------------- | ------------------ | ---- | --------- | ------- | ----- |
| 1º   | 41 | Marc García         | Yamaha MS Racing                       | Yamaha YZF-R3      | 12   | 21'57.324 | 11º     | 25    |
| 2º   | 64 | Hugo De Cancellis   | Prodina Racing                         | Kawasaki Ninja 400 | 12   | +10.984   | 15º     | 20    |
| 3º   | 27 | Álvaro Díaz         | Arco Motor University                  | Yamaha YZF-R3      | 12   | +11.005   | 14º     | 16    |
| 4º   | 88 | Daniel Mogeda       | Team#109 Kawasaki                      | Kawasaki Ninja 400 | 12   | +11.190   | 18º     | 13    |
| 5º   | 91 | Matteo Vannucci     | AG Motorsport Italia Yamaha            | Yamaha YZF-R3      | 12   | +11.202   | 20º     | 11    |
| 6º   | 12 | Humberto Maier      | AD78 Team Brasil by MS Racing          | Yamaha YZF-R3      | 12   | +11.220   | 2º      | 10    |
| 7º   | 43 | Harry Khouri        | Team#109 Kawasaki                      | Kawasaki Ninja 400 | 12   | +11.264   | 4º      | 9     |
| 8º   | 2  | Iker García         | Yamaha MS Racing                       | Yamaha YZF-R3      | 12   | +12.792   | 9º      | 8     |
| 9º   | 69 | Troy Alberto        | Fusport-RT Motorsports by SKM-Kawasaki | Kawasaki Ninja 400 | 12   | +14.654   | 8º      | 7     |
| 10º  | 73 | José Pérez González | Accolade Smrz Racing                   | Kawasaki Ninja 400 | 12   | +34.261   | 5º      | 6     |
| 11º  | 28 | Lennox Lehmann      | Freudenberg KTM - Paligo Racing        | KTM RC 390 R       | 12   | +34.397   | 17º     | 5     |
| 12º  | 35 | Yeray Saiz Marquez  | Accolade Smrz Racing                   | Kawasaki Ninja 400 | 12   | +56.148   | 26º     | 4     |
| 13º  | 46 | Samuel Di Sora      | Leader Team Flembbo                    | Kawasaki Ninja 400 | 12   | +57.279   | 13º     | 3     |
| 14º  | 26 | Mirko Gennai        | BrCorse                                | Yamaha YZF-R3      | 12   | +57.388   | 19º     | 2     |
| 15º  | 72 | Victor Steeman      | MTM Kawasaki                           | Kawasaki Ninja 400 | 12   | +1'06.047 | 16º     | 1     |
| 16º  | 93 | Marco Gaggi         | Vinales Racing                         | Yamaha YZF-R3      | 12   | +1'10.462 | 27º     |       |
| 17º  | 47 | Fenton Seabright    | Vinales Racing                         | Yamaha YZF-R3      | 12   | +1'10.489 | 28º     |       |
| 18º  | 81 | Ioannis Peristeras  | ProGP Racing                           | Yamaha YZF-R3      | 12   | +1'10.891 | 30º     |       |
| 19º  | 77 | Ruben Bijman        | MTM Kawasaki                           | Kawasaki Ninja 400 | 12   | +1'11.181 | 24º     |       |
| 20º  | 61 | Yuta Okaya          | MTM Kawasaki                           | Kawasaki Ninja 400 | 12   | +1'15.545 | 21º     |       |
| 21º  | 59 | Alessandro Zanca    | Kawasaki GP Project                    | Kawasaki Ninja 400 | 12   | +1'29.957 | 12º     |       |
| 22º  | 18 | Indy Offer          | BrCorse                                | Yamaha YZF-R3      | 11   | +1 giro   | 29º     |       |
| 23º  | 92 | Filip Feigl         | Genius Racing                          | Kawasaki Ninja 400 | 11   | +1 giro   | 22º     |       |
| 24º  | 53 | Petr Svoboda        | Accolade Smrz Racing                   | Kawasaki Ninja 400 | 10   | +2 giri   | 7º      |       |

### Ritirati
| Nº | Pilota                 | Squadra                                | Motocicletta       | Giri | Griglia |
| -- | ---------------------- | -------------------------------------- | ------------------ | ---- | ------- |
| 87 | Eliton Gohara Kawakami | AD78 Team Brasil by MS Racing          | Yamaha YZF-R3      | 10   | 10º     |
| 80 | Gabriele Mastroluca    | ProGP Racing                           | Yamaha YZF-R3      | 7    | 23º     |
| 14 | Alex Millán            | SMW Racing                             | Kawasaki Ninja 400 | 6    | 3º      |
| 8  | Bruno Ieraci           | Prodina Racing                         | Kawasaki Ninja 400 | 5    | 25º     |
| 60 | Dirk Geiger            | Fusport-RT Motorsports by SKM-Kawasaki | Kawasaki Ninja 400 | 1    | 6º      |
| 85 | Kevin Sabatucci        | Kawasaki GP Project                    | Kawasaki Ninja 400 | 1    | 1º      |

## Supersport 300 gara 2

### Arrivati al traguardo
| Pos. | Nº | Pilota                 | Squadra                                | Motocicletta       | Giri | Tempo     | Griglia | Punti |
| ---- | -- | ---------------------- | -------------------------------------- | ------------------ | ---- | --------- | ------- | ----- |
| 1º   | 72 | Victor Steeman         | MTM Kawasaki                           | Kawasaki Ninja 400 | 6    | 11'16.903 | 16º     | 25    |
| 2º   | 27 | Álvaro Díaz            | Arco Motor University                  | Yamaha YZF-R3      | 6    | +2.962    | 14º     | 20    |
| 3º   | 28 | Lennox Lehmann         | Freudenberg KTM - Paligo Racing        | KTM RC 390 R       | 6    | +3.014    | 17º     | 16    |
| 4º   | 46 | Samuel Di Sora         | Leader Team Flembbo                    | Kawasaki Ninja 400 | 6    | +3.015    | 13º     | 13    |
| 5º   | 73 | José Pérez González    | Accolade Smrz Racing                   | Kawasaki Ninja 400 | 6    | +3.051    | 5º      | 11    |
| 6º   | 60 | Dirk Geiger            | Fusport-RT Motorsports by SKM-Kawasaki | Kawasaki Ninja 400 | 6    | +3.227    | 6º      | 10    |
| 7º   | 61 | Yuta Okaya             | MTM Kawasaki                           | Kawasaki Ninja 400 | 6    | +3.438    | 22º     | 9     |
| 8º   | 85 | Kevin Sabatucci        | Kawasaki GP Project                    | Kawasaki Ninja 400 | 6    | +3.794    | 1º      | 8     |
| 9º   | 41 | Marc García            | Yamaha MS Racing                       | Yamaha YZF-R3      | 6    | +3.861    | 11º     | 7     |
| 10º  | 87 | Eliton Gohara Kawakami | AD78 Team Brasil by MS Racing          | Yamaha YZF-R3      | 6    | +4.291    | 10º     | 6     |
| 11º  | 53 | Petr Svoboda           | Accolade Smrz Racing                   | Kawasaki Ninja 400 | 6    | +7.379    | 7º      | 5     |
| 12º  | 91 | Matteo Vannucci        | AG Motorsport Italia Yamaha            | Yamaha YZF-R3      | 6    | +7.386    | 21º     | 4     |
| 13º  | 88 | Daniel Mogeda          | Team#109 Kawasaki                      | Kawasaki Ninja 400 | 6    | +7.450    | 18º     | 3     |
| 14º  | 12 | Humberto Maier         | AD78 Team Brasil by MS Racing          | Yamaha YZF-R3      | 6    | +7.453    | 2º      | 2     |
| 15º  | 64 | Hugo De Cancellis      | Prodina Racing                         | Kawasaki Ninja 400 | 6    | +8.030    | 15º     | 1     |
| 16º  | 92 | Filip Feigl            | Genius Racing                          | Kawasaki Ninja 400 | 6    | +12.107   | 23º     |       |
| 17º  | 35 | Yeray Saiz Marquez     | Accolade Smrz Racing                   | Kawasaki Ninja 400 | 6    | +12.172   | 27º     |       |
| 18º  | 8  | Bruno Ieraci           | Prodina Racing                         | Kawasaki Ninja 400 | 6    | +12.463   | 26º     |       |
| 19º  | 2  | Iker García            | Yamaha MS Racing                       | Yamaha YZF-R3      | 6    | +12.544   | 9º      |       |
| 20º  | 80 | Gabriele Mastroluca    | ProGP Racing                           | Yamaha YZF-R3      | 6    | +13.129   | 24º     |       |
| 21º  | 93 | Marco Gaggi            | Vinales Racing                         | Yamaha YZF-R3      | 6    | +13.546   | 28º     |       |
| 22º  | 47 | Fenton Seabright       | Vinales Racing                         | Yamaha YZF-R3      | 6    | +13.553   | 29º     |       |
| 23º  | 81 | Ioannis Peristeras     | ProGP Racing                           | Yamaha YZF-R3      | 6    |           | 31º     |       |
| 24º  | 69 | Troy Alberto           | Fusport-RT Motorsports by SKM-Kawasaki | Kawasaki Ninja 400 | 6    |           | 8º      |       |

### Ritirati
| Nº | Pilota           | Squadra             | Motocicletta       | Giri | Griglia |
| -- | ---------------- | ------------------- | ------------------ | ---- | ------- |
| 59 | Alessandro Zanca | Kawasaki GP Project | Kawasaki Ninja 400 | 5    | 12º     |
| 14 | Alex Millán      | SMW Racing          | Kawasaki Ninja 400 | 3    | 3º      |
| 26 | Mirko Gennai     | BrCorse             | Yamaha YZF-R3      | 2    | 19º     |
| 43 | Harry Khouri     | Team#109 Kawasaki   | Kawasaki Ninja 400 | 0    | 4º      |
| 77 | Ruben Bijman     | MTM Kawasaki        | Kawasaki Ninja 400 | 0    | 25º     |
| 18 | Indy Offer       | BrCorse             | Yamaha YZF-R3      | 0    | 30º     |